# 延安文艺工作者座谈会
延安文艺工作者座谈会，简称延安文艺座谈会，是1942年5月2日至5月23日中共中央宣传部在陕西延安杨家岭召开的一场文艺工作者座谈会。